# يازاكي
شركة يازاكي (باليابانية: 矢崎総業株式会社، يازاكي سوغيو كابوشيكي كايشا)، هي شركة عالمية رائدة في توريد قطع غيار السيارات، تركز بشكل أساسي على تصنيع الأسلاك الكهربائية، وأجهزة القياس، والمكونات مثل الموصلات والأطراف. تأسست الشركة في اليابان، حيث يقع مقرها الرئيسي، إلا أن حوالي 90% من موظفيها كانوا يعملون خارج اليابان بحلول عام 2011.
تُعد يازاكي من بين أكبر موردي قطع غيار السيارات على مستوى العالم، واحتلت المرتبة الثالثة عشرة في تصنيف مجلة   Automotive News   لعام 2015.
تشمل منتجات الشركة الكابلات الكهربائية، وأجهزة قياس السيارات، والمعدات المتعلقة بالغاز، وأنظمة التكييف، بالإضافة إلى الأنظمة التي تعمل بالطاقة الشمسية. كشركة موردة من الدرجة الأولى، تقدم يازاكي منتجاتها بشكل رئيسي لمصنعي السيارات، كما تخدم شركات الكهرباء والغاز والبناء. وتُصنف الشركة أيضًا ضمن أفضل 100 شركة تحصل على أكبر عدد من براءات الاختراع في الولايات المتحدة.
يقع المقر الرئيسي لمجموعة يازاكي في مبنى ميتا كوكوساي (三田国際ビル، Mita Kokusai Biru) في منطقة ميتا، ميناتو، طوكيو، اليابان. كما يوجد مركز البحث والتطوير الرئيسي والمقر العالمي للشركة في مجمع Y-city في مدينة سوسونو، محافظة شيزوكا. وتضم الشركة مقرًا رئيسيًا لأوروبا في كولونيا، ألمانيا، ومقرًا رئيسيًا لأمريكا الشمالية في كانتون، ميشيغان، الولايات المتحدة الأمريكية.